# 旧泥炭沼泽国家公园

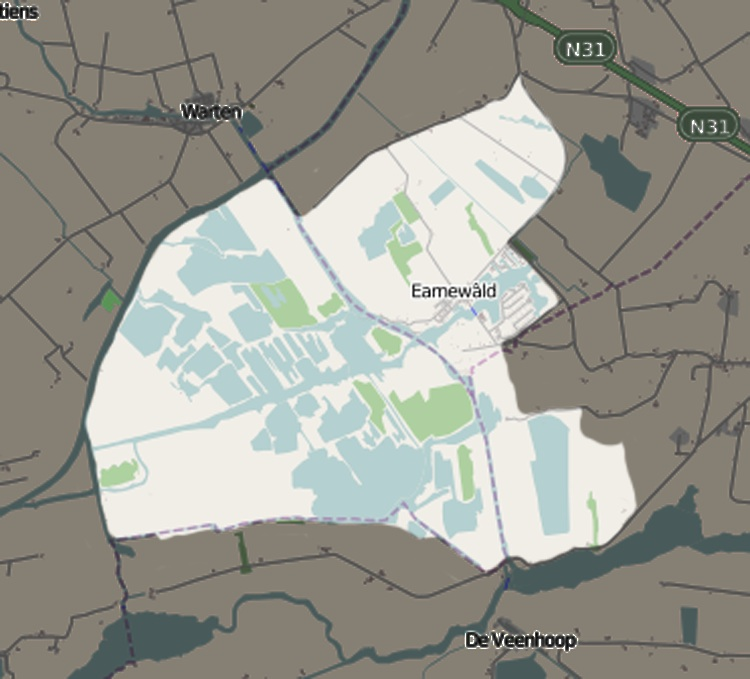
地圖

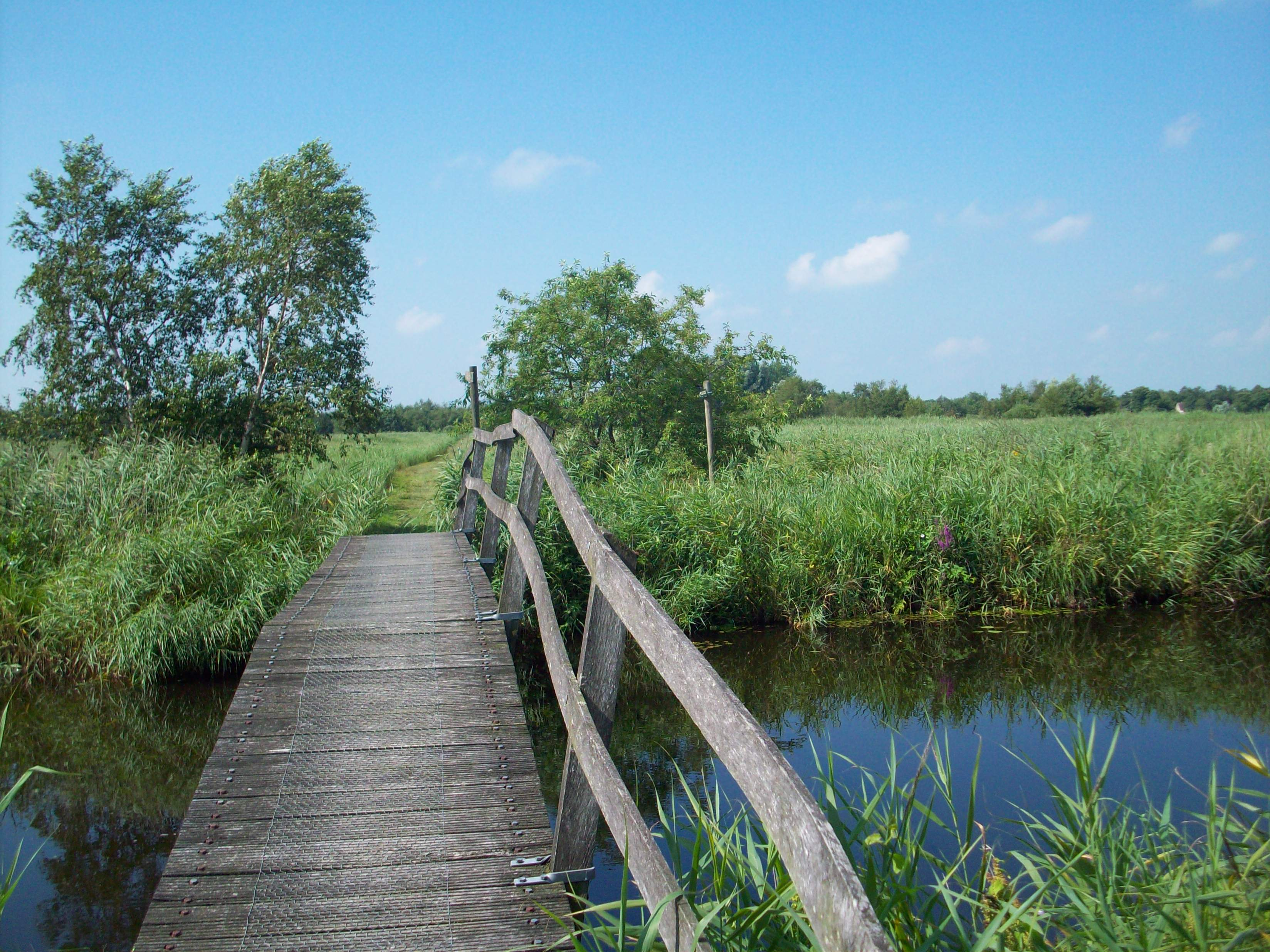

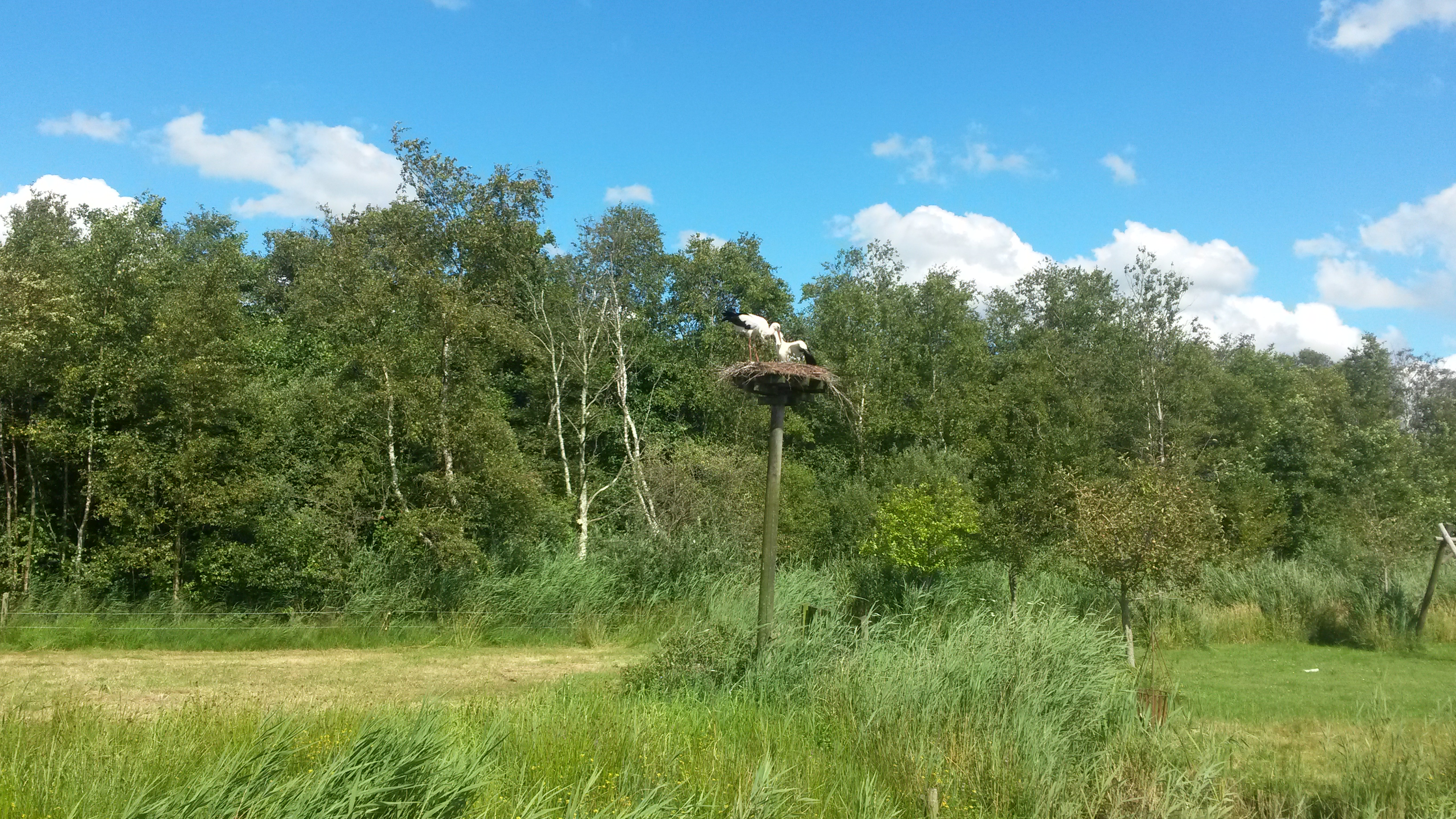

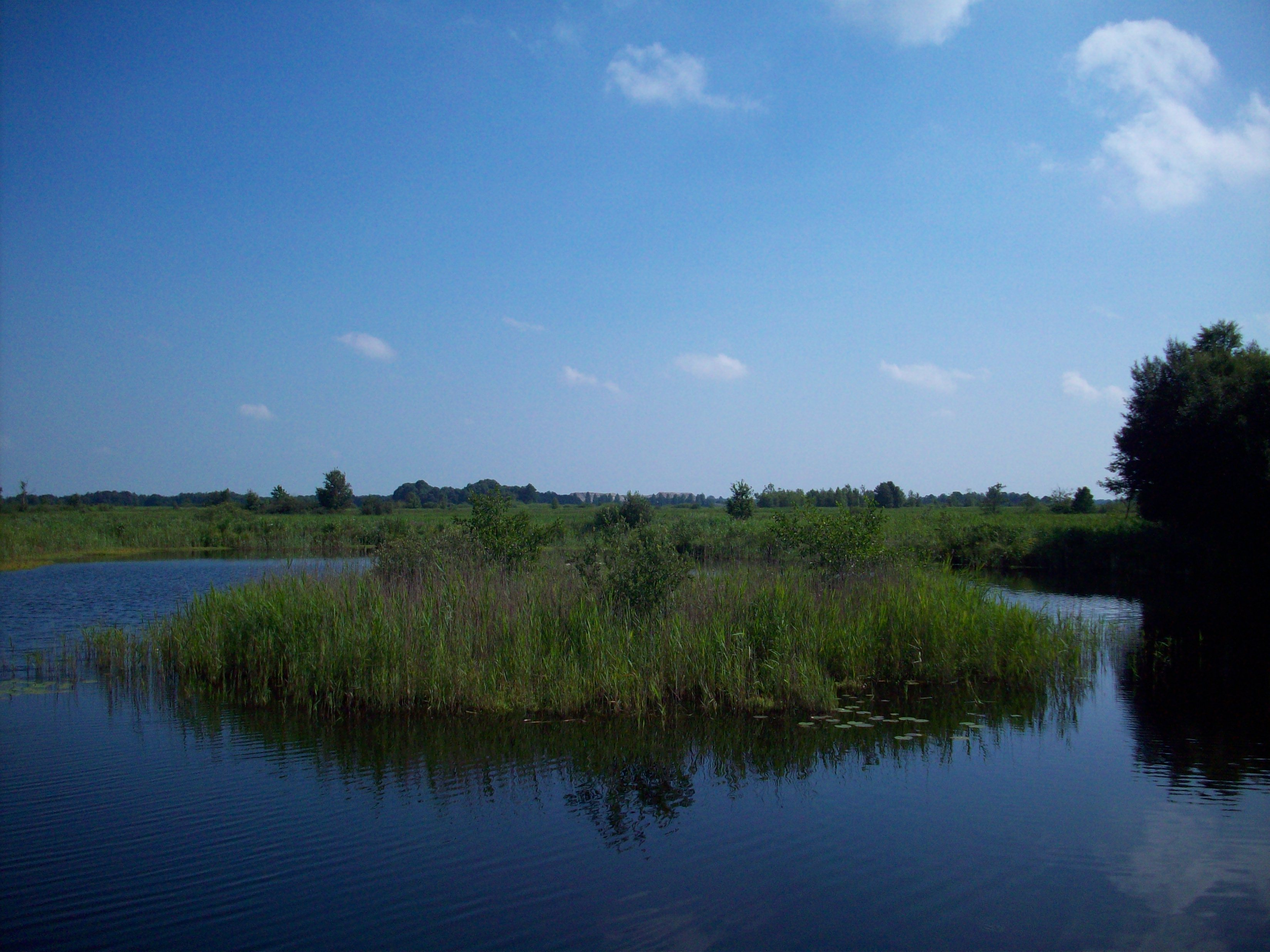

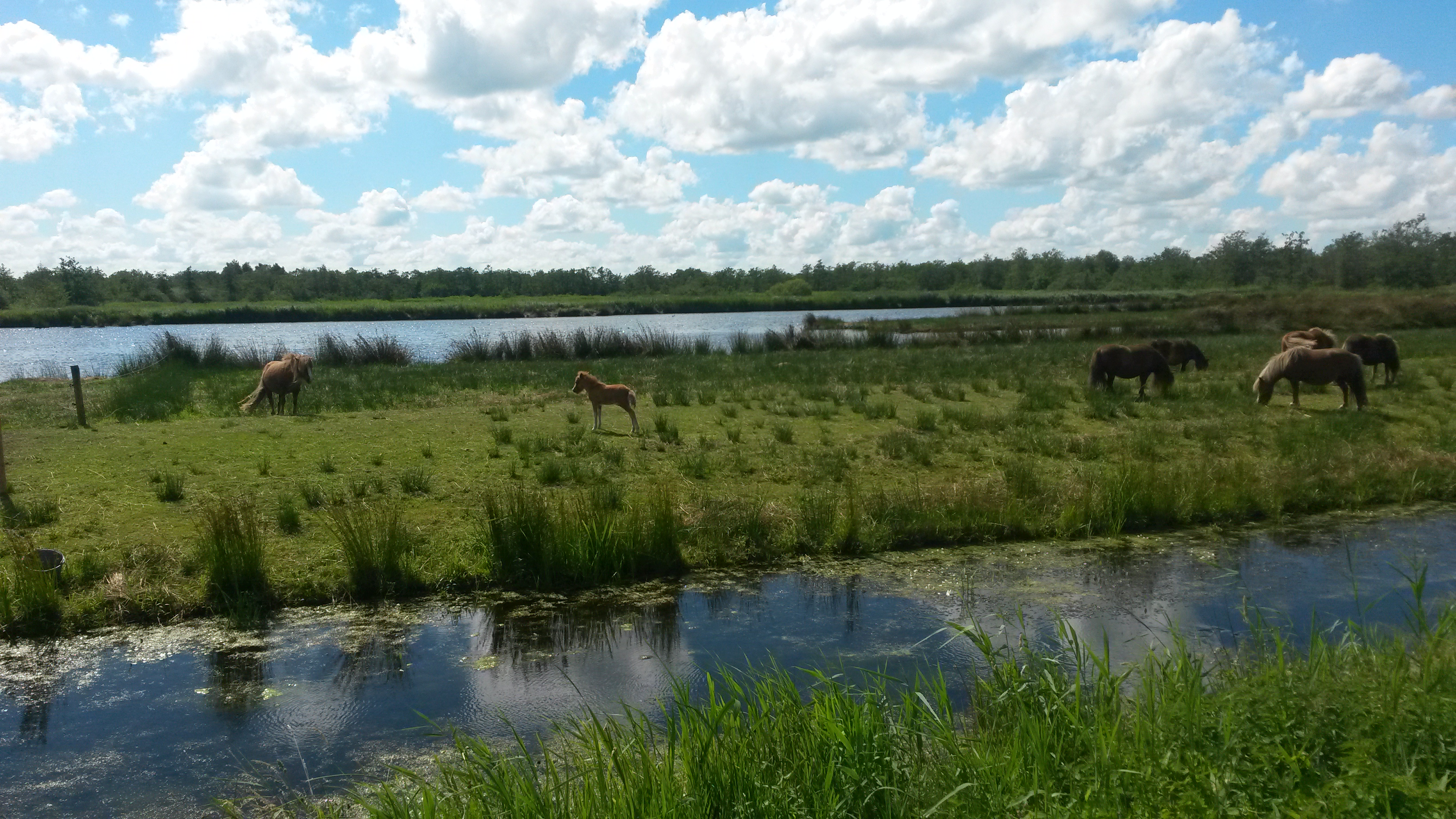

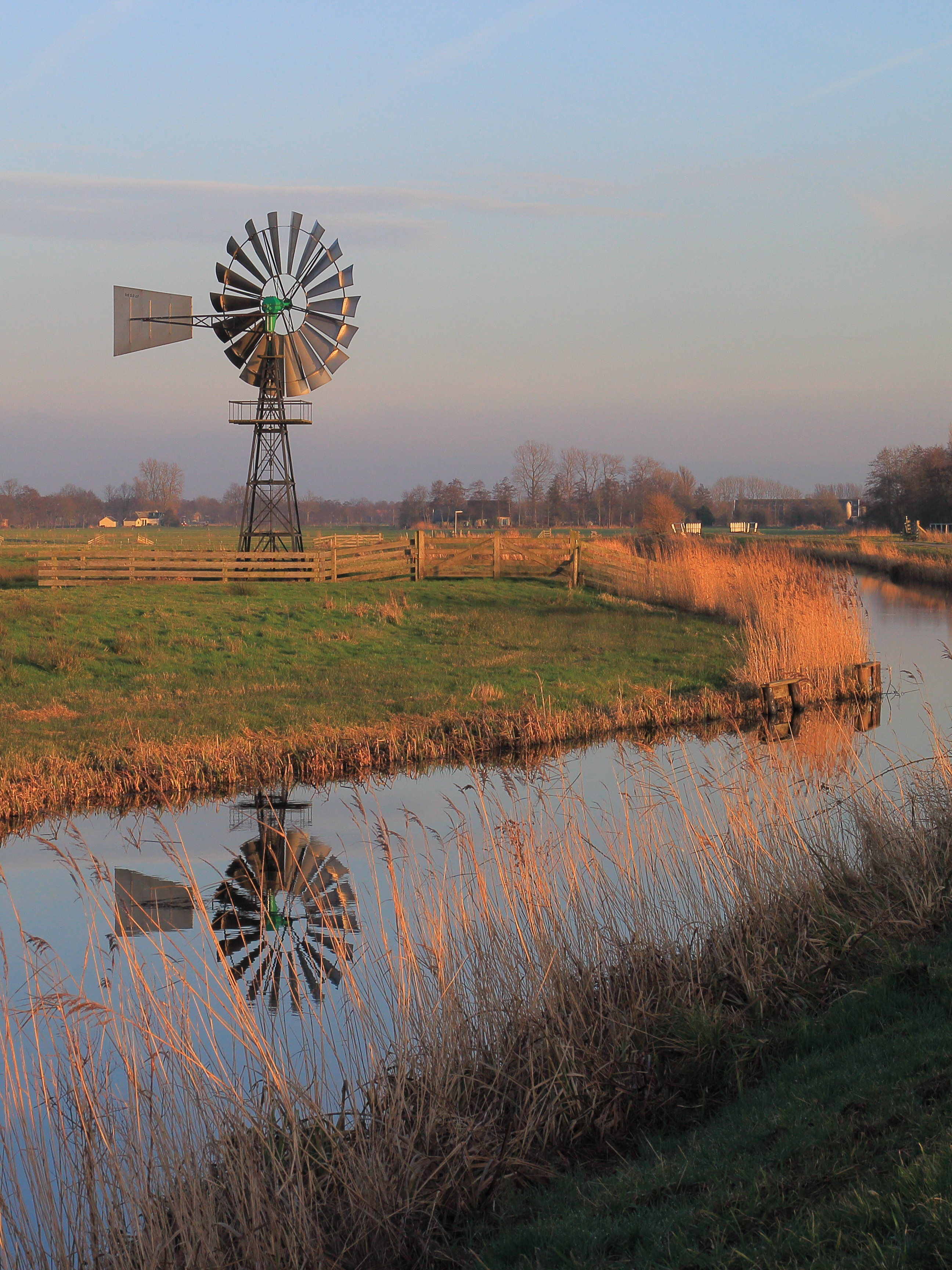

旧泥炭沼泽国家公园是荷蘭的國家公園，位於該國北部弗里斯蘭省，橫跨呂伐登、斯馬靈厄蘭和蒂切克斯特拉代爾，面積25平方公里，屬於Natura 2000的成員之一。旧泥炭沼泽国家公园擁有沼澤、湖泊、森林、泥炭和草地等景觀。在該地區，至少可以發現450種植物和100種鳥類。

## 外部連結
- 官方网站